# دهکده من در زمان آلمان‌ها
دهکدهٔ من در زمان آلمان‌ها (به فرانسوی: Mon village à l'heure allemande) اولین رمان نوشته‌شده توسط ژان-لویی بوری است که در سال ۱۹۴۵ برندهٔ جایزه گنکور شد. اپیزود هفتم مجموعهٔ تلویزیونی «عشق در سال‌های خاکستری» نیز بر مبنای همین کتاب به کارگردانی مارلن بترین در سال ۱۹۸۱ ساخته‌شده‌است.
داستان این رمان در مورد یک دهکدهٔ کوچک فرانسوی به نام ژوماینویل است که جنگ به آنجا کشیده نشده‌است.